# Convento de San José (Ocaña)
El convento de San José es un edificio de la localidad española de Ocaña, en la provincia de Toledo, que cuenta con el estatus de Bien de Interés Cultural.

## Historia
Este convento de monjas carmelitas descalzas o de San José, de estilo renacentista, fue constituido por María de Bazán (cónyuge de Alonso de Ercilla, caballero del Hábito de Santiago) con autorización del Excelentísimo Señor Cardenal Alberto de Austria, Arzobispo de Toledo y con consentimiento del Ayuntamiento, el 3 de noviembre de 1595, bajo el mando de Agustín Ruiz de Ocaña. El templo fue inaugurado en 1626, siendo su priora y maestra de novicias, la madre sor Beatriz de Jesús (sobrina de Santa Teresa de Jesús).
Después de la derrota de Ocaña en 1809 en la Guerra de la Independencia, las religiosas enclaustradas se marcharon dirección Córdoba. Se dispuso el convento para cuartel de la francesada y cuando las religiosas regresaron, hallaron además de los restos de Ercilla en su lugar, los de un francés desconocido al que dieron cristiana sepultura. El 20 de junio de 1869, las Cortes Constituyentes, en virtud de una Ley promulgada por las también Constituyentes de 1837, despojan a este convento y con ello a Ocaña, los restos de Alonso de Ercilla, que junto con otros muchos personajes insignes, son desplazados a la Real Basílica de San Francisco el Grande de Madrid. El desembolso de esa ilógica exhumación costaría la cantidad de 823 reales, destinándose a aquella obra -que continuó al derrocamiento de Isabel II-, la cantidad de 173.600 escudos. Ocho años después, el 4 de julio de 1877 la lauda funeraria (conteniendo el cráneo del poeta, único hueso que Ocaña proporcionó) regresa de nuevo a su convento, donde con un busto en yeso de Alonso de Ercilla, esta reliquia se mantuvo sobre una mesa en la capilla del coro. En 1936, el convento fue convertido en cárcel y la reliquia profanada, no padeciendo daños los restos sepultados entre las dos capillas de la cripta.
El 3 de diciembre de 1976, el «convento e iglesia de Carmelitas de San José» fue declarado monumento histórico-artístico de carácter nacional. El convento cuenta en la actualidad con el estatus de Bien de Interés Cultural.

## Características

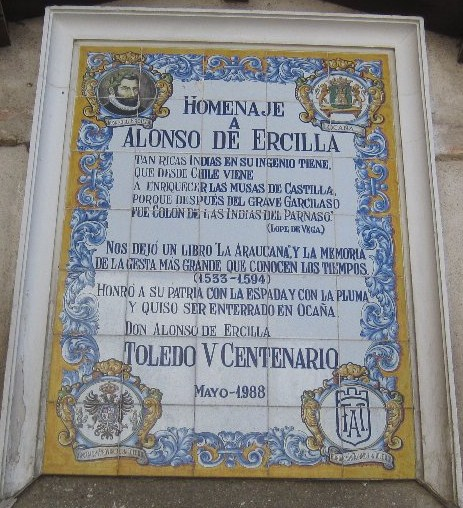
Placa en homenaje a Alonso de Ercilla

### Iglesia
Es una planta de una nave con altar mayor cuadrado y con una bóveda de medio cañón con lunetas. El crucero es de planta cuadrada con una cúpula semiesférica y tres tramos de nave con bóveda de medio cañón con lunetas. A los pies de la nave encontramos un coro elevado; y adyacente al brazo derecho del crucero, se encuentra el coro bajo (lugar del enterramiento primitivo de los restos de Alonso de Ercilla). En la parte alta de la cripta –en medio de dos bóvedas- está inscrito en una lápida: ”Sepulcro de los fundadores de este Convento: Don Alonso de Ercilla y Zúñiga; Doña María de Bazán, su esposa; y Doña Magdalena de Zúñiga, su hermana.” Los restos del poeta reposaron casi cuatro siglos en esta ubicación, con alguna que otra salida involuntaria. Al lado izquierdo del crucero y muy próximo al altar se ubica una lauda funeraria donde actualmente descansan los restos mortales de Alonso de Ercilla.

### Claustro
Es un reducido cuadrado con tres vanos por lado, sostenidos sobre columnas de piedra con zapata de madera. Todo el perímetro está rodeado por un peto de piedra en las galerías. En tres de los lados, existen vanos ciegos mediante tabiquería dejando una reducida ventana. El cuarto lado está cerrado por carpintería de vidrio. La galería superior está abierta y se descansa sobre pies derechos de madera con zapata, viga corrida y una balaustrada de madera. El patio posee bajo su solado un espléndido aljibe que pese al tiempo aún trabaja.